# Olayinka Koso-Thomas
Olayinka Koso-Thomas (Abeokuta, Nigeria, 1937) es una doctora ginecóloga y activista social nigeriana.

## Biografía
Nació en 1937 en Nigeria y adoptó Sierra Leona como lugar de residencia.
Estudió medicina en Leeds Medical School en Inglaterra y un posgrado en la Universidad de Berkeley. 
Trabaja en favor de la abolición de la mutilación genital femenina o ablación de clítoris, por lo que está amenazada de muerte por diversos grupos de fanáticos religiosos. Miembro de diferentes asociaciones médicas actualmente preside el Comité Interafricano sobre las Prácticas Tradicionales que afectan a la salud de las mujeres y de los niños.
En 1998 fue galardonada con el Premio Príncipe de Asturias de Cooperación Internacional, junto con Fatiha Boudiaf, Rigoberta Menchú, Fatana Ishaq Gailani, Somaly Mam, Emma Bonino y Graça Machel por su trabajo en defensa y por la dignidad de la mujer.
Recibió el título de doctor honoris causa por la UNAM.